# Mama (singolo Exo)
Mama è il singolo di debutto del gruppo musicale sudcoreano EXO, pubblicato l'8 aprile 2012 come terzo estratto dall'EP omonimo.

## Classifiche
| Classifica (2012) | Posizione massima |
| Classifica (2012) | EXO-K ver.        |
| ----------------- | ----------------- |
| Corea del Sud     | 46                |